# ناصر آذرکیوان
ناصر آذرکیوان (انگلیسی: Naser Azarkeyvan؛ زاده ) یک بازیکن فوتبال اهل ایران است.